# Damjan Daničić
Damjan Daničić (in serbo Дамјан Даничић?; Zagabria, 24 gennaio 2000) è un calciatore croato naturalizzato serbo, difensore svincolato.

## Biografia
È nato a Zagabria da genitori serbi.

## Carriera

### Club
Cresciuto nel settore giovanile della Stella Rossa, nel 2019 viene acquistato dal Voždovac con cui debutta fra i professionisti il 27 luglio in occasione dell'incontro di Superliga pareggiato 2-2 contro il Proleter Novi Sad.
Nel gennaio del 2020 viene acquistato a titolo definitivo dalla Dinamo Zagabria.

### Nazionale
Ha giocato nelle nazionali giovanili serbe Under-19 ed Under-21.

## Statistiche

### Presenze e reti nei club
Statistiche aggiornate al 6 dicembre 2021.
| Stagione            | Squadra            | Campionato      | Campionato | Campionato | Coppe nazionali | Coppe nazionali | Coppe nazionali | Coppe continentali | Coppe continentali | Coppe continentali | Altre coppe | Altre coppe | Altre coppe | Totale | Totale |
| Stagione            | Squadra            | Comp            | Pres       | Reti       | Comp            | Pres            | Reti            | Comp               | Pres               | Reti               | Comp        | Pres        | Reti        | Pres   | Reti   |
| ------------------- | ------------------ | --------------- | ---------- | ---------- | --------------- | --------------- | --------------- | ------------------ | ------------------ | ------------------ | ----------- | ----------- | ----------- | ------ | ------ |
| 2019-gen. 2020      | Voždovac           | SL              | 6          | 0          | CS              | 1               | 0               |                    | -                  | -                  |             | -           | -           | 7      | 0      |
| gen.-giu. 2020      | Dinamo Zagabria II | 2.HNL           | 2          | 0          |                 | -               | -               |                    | -                  | -                  |             | -           | -           | 2      | 0      |
| ago.-ott. 2020      | Dinamo Zagabria II | 2.HNL           | 4          | 0          |                 | -               | -               |                    | -                  | -                  |             | -           | -           | 4      | 0      |
| gen.-giu. 2020      | Dinamo Zagabria    | 1.HNL           | 2          | 0          | CC              | 0               | 0               |                    | -                  | -                  |             | -           | -           | 2      | 0      |
| ago.-ott. 2020      | Dinamo Zagabria    | 1.HNL           | 3          | 0          | CC              | 1               | 0               |                    | -                  | -                  |             | -           | -           | 4      | 0      |
| ott. 2020-gen. 2021 | Varaždin           | 1.HNL           | 5          | 0          | CC              | 1               | 0               |                    | -                  | -                  |             | -           | -           | 6      | 0      |
| gen.-giu. 2021      | Dinamo Zagabria II | 2.HNL           | 18         | 2          |                 | -               | -               |                    | -                  | -                  |             | -           | -           | 18     | 2      |
| 2021-2022           | Istria 1961        | 1.HNL           | 9          | 0          | CC              | 1               | 0               |                    | -                  | -                  |             | -           | -           | 10     | 0      |
| Totale carriera     | Totale carriera    | Totale carriera | 49         | 2          |                 | 4               | 0               |                    | -                  | -                  |             | -           | -           | 53     | 2      |

## Palmarès

### Club

#### Competizioni nazionali
- Campionato croato: 1

Dinamo Zagabria: 2019-2020